# Musée des forces stratégiques
Le musée des forces stratégiques est une institution culturelle située à Pobouzke, en Ukraine. Il est fondé le 30 octobre 2001.

## Collections
Il reprend le poste de commandement stratégique de missiles intercontinentaux RT-23 Molodets.

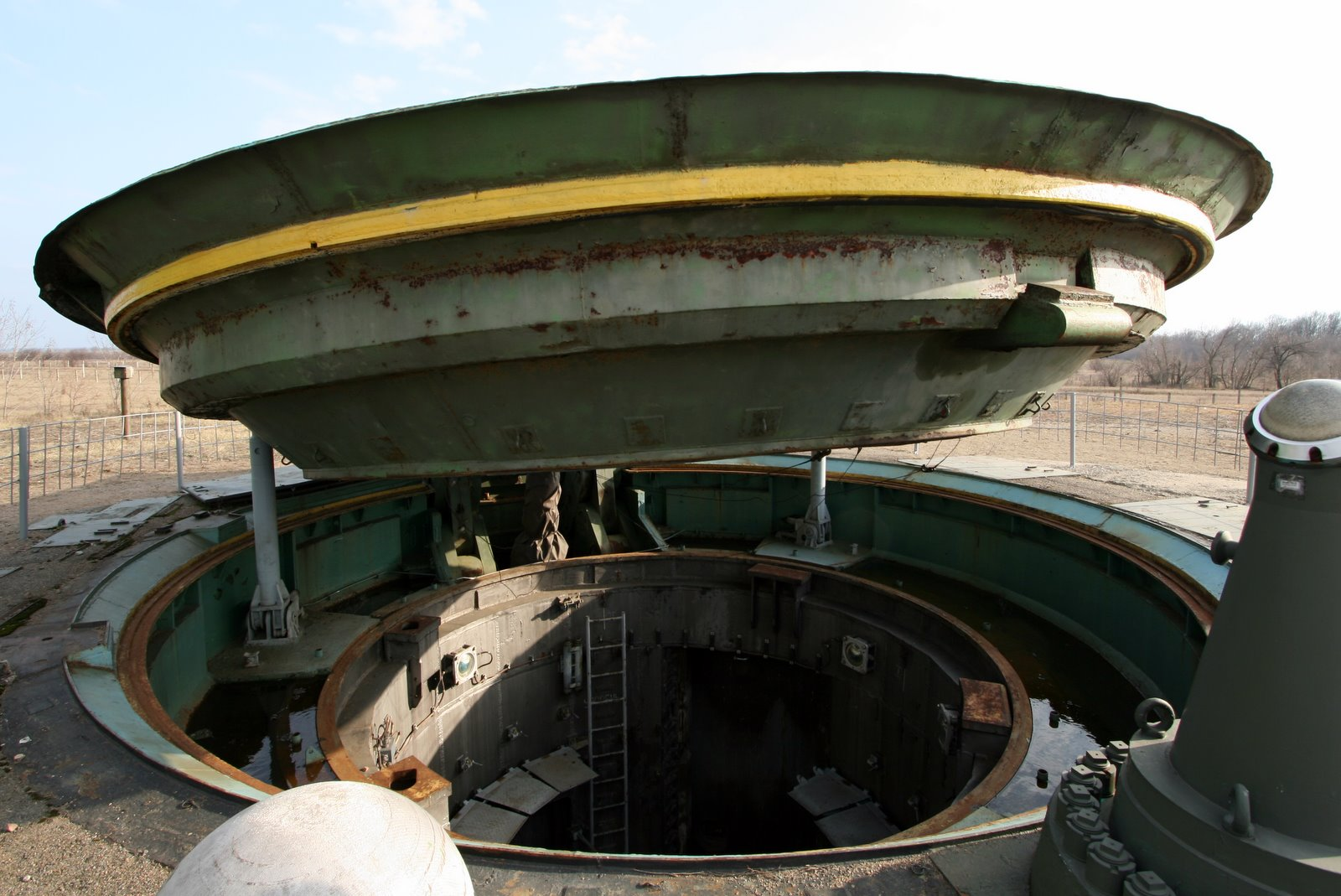
Un silo de SS-24,
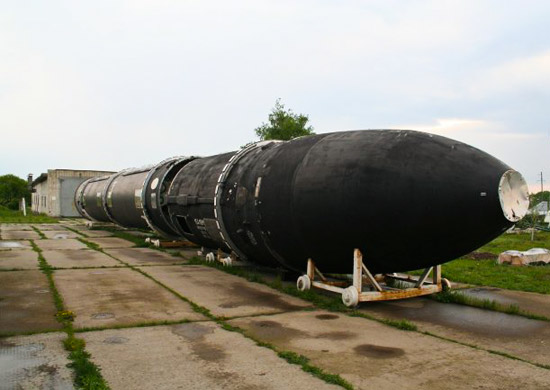
présentation d'un SS-18,
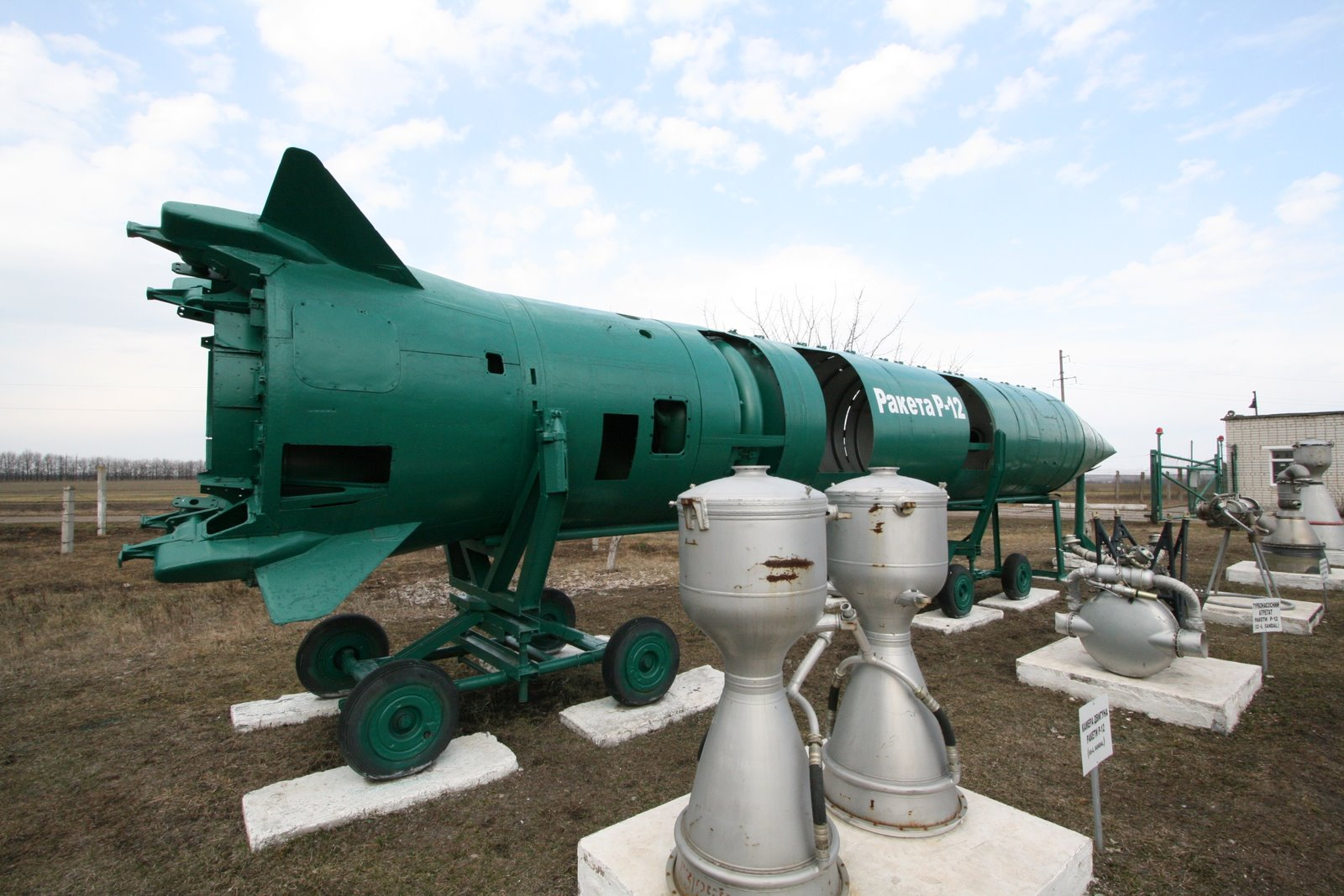
d'un R-12 Dvina.
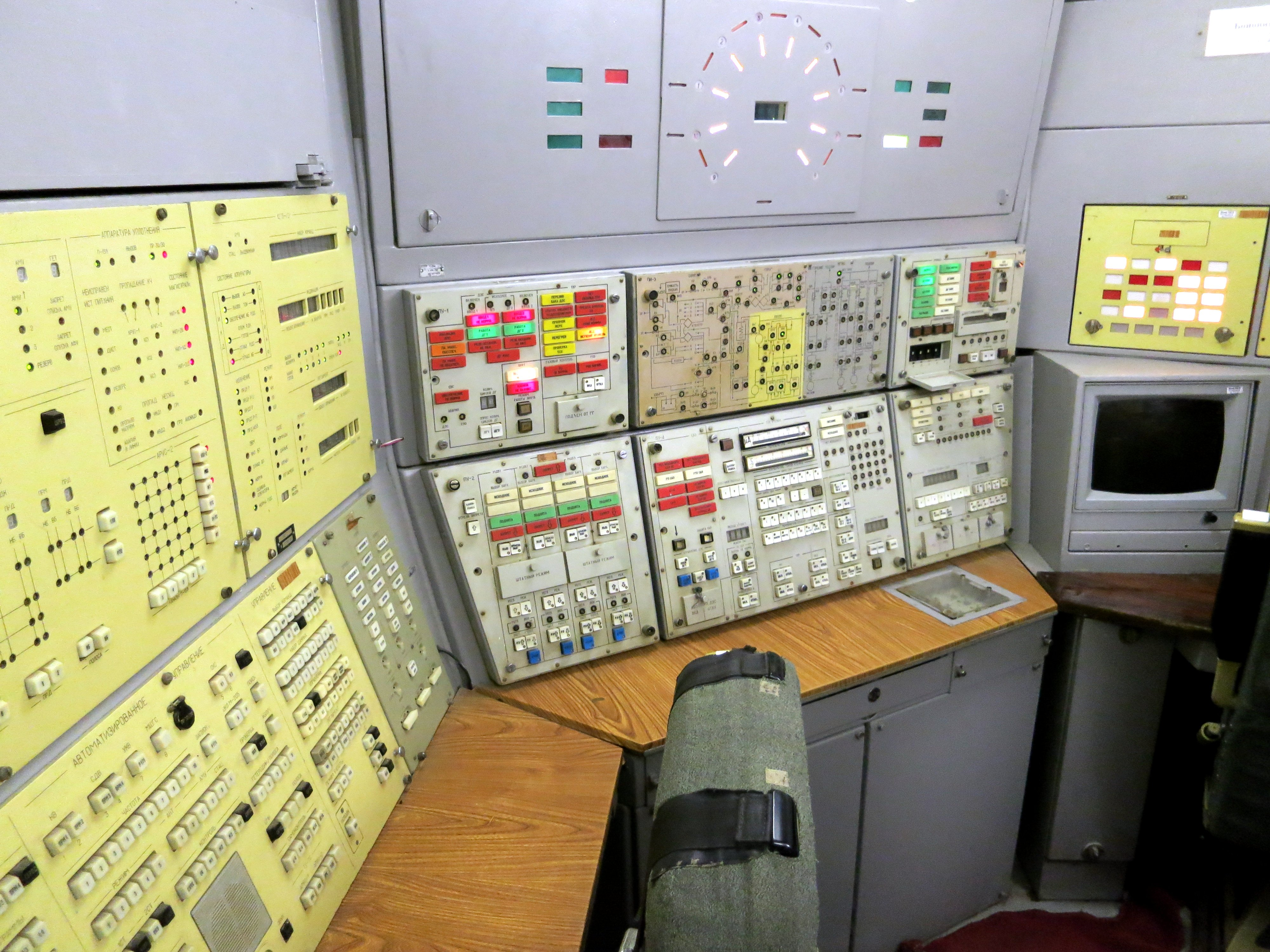
poste de commandes
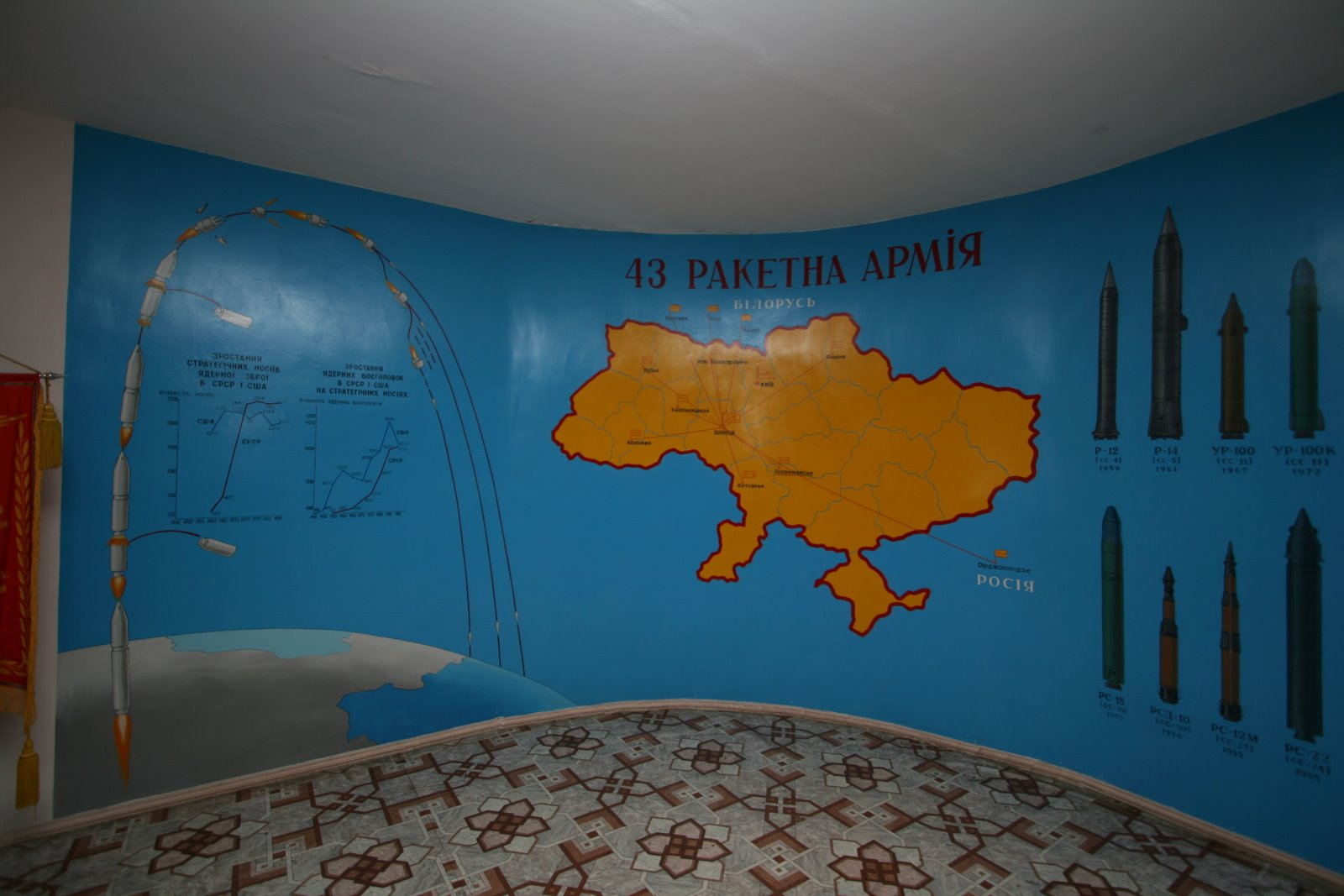
carte de localisation de bases de missiles.